# Babići (Umag)
Pour les articles homonymes, voir Babići.
Babići (en italien : Babici) est une localité de Croatie située en Istrie, dans la municipalité d'Umag, dans le comitat d'Istrie. En 2001, la localité comptait 456 habitants.

## Démographie
| 1948 | 1953 | 1961 | 1971 | 1981 | 1991 | 2001 |
| ---- | ---- | ---- | ---- | ---- | ---- | ---- |
| 683  | 527  | 537  | 447  | 436  | 440  | 456  |